# 데이비드 비크로프트
데이빗 비크로프트(David Beecroft, 1955년 4월 26일 ~ )는 미국의 배우, 텔레비전 배우이다.
워릭에서 태어났다.

## 영화
- 크림슨 코드 (2000년)
- 옥토퍼스 (2000년)
- 할리퀸 - 사랑에 눈뜰 때 (1995년)
- 닥터 퀸 (1993년)
- 크립쇼 2 (1987년)
- 더 보더 (1982년)
- 원 라이프 투 리브 (1968년)